# Ла Ронж
Езерото Ла Ронж (на английски: Lake Ronge, (на френски: Lac La Ronge) е 5-о по големина езеро в провинция Саскачеван. Площта му, заедно с островите в него е 1413 км2, която му отрежда 31-во място сред езерата на Канада. Площта само на водното огледало без островите е 1333 км2. Надморската височина на водата е 364 м.
Езерото се намира в централната част на провинция Саскачеван, на около 250 км северно от град Принц Албърт. Дължината му от югозапад на североизток е 64 км, а максималната му ширина – 37 км. Обемът на водната маса е 17,6 км3. Средна дълбочина 14,6 м, а максимална – 42,1 м. От ноември до май езерото е покрито с дебела ледена кора.
Ла Ронж има силно разчленена брегова линия с дължина от 1015 км, с множество заливи, полуострови, канали и 1305 острова с площ от 80 км2.
Площта на водосборния му басейн е около 10 000 km2, като в езерото се вливат множество малки реки – Монреал (изтичаща от езерото Монреал), Боу, Небаймен, Никиперню и др., а от североизточния му ъгъл изтича река Рапид, десен приток на река Чърчил.
На западното крайбрежие на езерото се намира селището Ла Ронж с население около 2700 души, център на риболовен и екотуризъм.
Езерото е открито през 1770-те години от трапери и търговци на ценни животински кожи, служители на „Компанията Хъдсънов залив“ и още през 1782 г. компанията построява сегашното селище Ла Ронж, което става център (фактория) за търговия с кожи.
През 1894 г. канадският геолог и картограф Джоузеф Тирел извършва първото му топографско картиране и по този начин езерото вече е вярно отразено на картата на Канада.